# 福若里納峰
46°03′45.5″N 9°04′22″E / 46.062639°N 9.07278°E
福若里納峰（義大利語：Cima di Fiorina），是中歐的山峰，位於瑞士和意大利接壤的邊境，屬於盧加諾前阿爾卑斯山脈的一部分，海拔高度1,810米，每年平均降雨量1,851毫米。